# Balonarska nesreča na Ljubljanskem barju (2012)
Balonarska nesreča na Ljubljanskem barju leta 2012, v kateri je umrlo šest ljudi, je bila najhujša nesreča toplozračnega balona v zgodovini Slovenije in ena najhujših na svetu.

## Potek nesreče
Toplozračni balon Lindstrand LBL 600C (registrska številka S5-OLM) s košaro velikosti 5,2×1,7 metra, takrat največji serijski potniški balon na svetu, je 23. avgusta 2012 zjutraj poletel z Ljubljanskega barja na komercialni polet proti Gorenjski. V štirih oddelkih košare je bilo 32 ljudi, med njimi nekaj tujih turistov. Zaradi nenadne spremembe vremena je pilot že malo pred osmo uro poskušal pristati, vendar se je košara, domnevno zaradi pojava striženja vetra pri tleh, odbila od tal, zadela v drevo in nato strmoglavila, medtem pa je skupaj s kupolo še zagorela. Nesreča se je zgodila v bližini Ižanske ceste med Ljubljano in Igom.
Ljudje na krovu, poleg pilota in kopilota še 30 potnikov, so med prevračanjem popadali iz košare in utrpeli zlome ter opekline. Štirje so umrli na mestu nesreče in dva kasneje v bolnišnični oskrbi, vsi ostali pa so bili poškodovani. Deset ljudi so morali oživljati reševalci, ki so prispeli na mesto nesreče v desetih minutah; v tem času je bil balon že trdno na tleh, a je še gorel. V reševalni akciji je skupno sodelovalo 21 reševalnih ekip in dva helikopterja. Večino poškodovanih so oskrbeli v UKC Ljubljana, pet so jih prepeljali v bolnišnico Novo mesto, dva v UKC Maribor, po enega pa v celjsko in jeseniško bolnišnico. Zadnja žrtev je umrla dva tedna po nesreči v UKC Maribor, več poškodovanih je bilo takrat še v intenzivni oskrbi.

## Kasnejše dogajanje
Uprava RS za civilno letalstvo je presodila, da je bila med vzroki za nesrečo tudi pomanjkljiva regulacija dejavnosti, zato je 27. avgusta 2012 izdala začasno prepoved komercialnih letov s toplozračnimi baloni. Predlog varnostne direktive, ki je precej zaostrila pravila, so uskladili predstavniki uprave, ponudnikov in Letalske zveze Slovenije, po potrditvi so prvi ponudniki prejeli licence avgusta 2013. V vmesnem času je več ponudnikov zaradi izgube dohodka prenehalo s to dejavnostjo, preostali pa so zvišali cene in se soočili z drastičnim upadom prometa.
Preiskava nesreče je trajala več kot dve leti. Že v vmesnem obdobju je prišel v javnost podatek, da pilot ni imel veljavnega dovoljenja za izvajanje komercialnih letov, saj naj ne bi opravil zdravniškega pregleda, a mu zaradi pomanjkljivega inšpekcijskega nadzora polet ni bil preprečen. Nekateri drugi balonarji so opozorili tudi, da je bil polet tvegan v danih vremenskih pogojih, posebej s tako velikim balonom, saj se je na satelitski sliki že zjutraj videla vremenska fronta in so bile napovedane nevihte. Po drugi strani je pilot drugega balona, ki je poletel hkrati, a z nekaj težavami varno pristal, izjavil, da razmere niso kazale na možnost nenadne spremembe vremena.
Preiskovalci so v poročilu, objavljenem konec oktobra 2014, zapisali, da je bil neposredni vzrok napačna tehnika pristajanja. Tudi krivdo za požar so pripisali pilotu, ki ni zaprl zapornih ventilov na jeklenkah. Plin je zaradi poškodbe instalacije ob trku začel uhajati in se vnel. Poleg tega so izpostavili nespoštovanje predpisov in neupoštevanje vremenskih razmer kot posredna vzroka. Proti njemu je bil sprožen sodni postopek. Na predobravnavnem naroku ni priznal krivde za povzročitev splošne nevarnosti; oporekal je strokovnosti preiskovalcev, zanikal, da bi ga vremenska napoved opozorila na možnost poslabšanja vremena in zatrdil, da zapornih ventilov na jeklenkah ni mogel zapreti, ker da je med nesrečo omedlel. Samo sojenje se je pričelo konec novembra 2016, dve leti kasneje je bil na okrožnem sodišču oproščen na podlagi mnenja izvedenca iz tujine.